# Robert Morley
Robert Adolph Wilton Morley, CBE (født 26. maj 1908, død 3. juni 1992) var en engelsk skuespiller, der normalt blev castet som en pompøs engelsk gentleman, der repræsenterede overklassen, ofte i biroller. I Movie Encyclopedia beskriver filmkritikeren Leonard Maltin Morley som "genkendelig af hans uskyldige masse, buskede øjenbryn, tykke læber og dobbelthage, [...] særligt effektiv, når de castes som en pompøs vindsurge." Mere høfligt beskriver Ephraim Katz i sin International Film Encyclopaedia Morley som "en rotund, triple-hagede, dejlig karakterspiller af den britiske og amerikanske scene og film." I sin selvbiografi Responsible Gentleman sagde Morley, at hans scenekarriere startede med ledelsen, der værdsætter hans udseende for at spille "væsentlige gentleman"-roller - som en læge, advokat, revisor eller andet professionelt medlem af samfundet.

## Filmografi
- Marie Antoinette (1938)